# 1033 (szám)
Az 1033 (római számmal: MXXXIII) az 1032 és 1034 között található természetes szám.

## A szám a matematikában
A tízes számrendszerbeli 1033-as a kettes számrendszerben 10000001001, a nyolcas számrendszerben 2011, a tizenhatos számrendszerben 409 alakban írható fel.
Az 1033 páratlan szám, prímszám. Kanonikus alakja 10331, normálalakban az 1,033 · 103 szorzattal írható fel. Két osztója van a természetes számok halmazán, ezek növekvő sorrendben: 1 és 1033.
A Sylvester-sorozat 6. sorszámú elemének egyik prímtényezője.
Az 1033 harminchét szám valódiosztó-összegeként áll elő, közülük a legkisebb a 4175.

## Csillagászat
- 1033 Simona kisbolygó